# Archaeodictyna
Archaeodictyna là một chi nhện trong họ Dictynidae.